# Equitius spinatus
Equitius spinatus is een hooiwagen uit de familie Triaenonychidae.